# 7107 Peiser
7107 Peiser eller 1980 PB1 är en asteroid i huvudbältet som upptäcktes den 15 augusti 1980 av den tjeckiske astronomen Antonín Mrkos vid Kleť-observatoriet i Tjeckien. Den är uppkallad efter Benny J. Peiser.
Asteroiden har en diameter på ungefär 4 kilometer.